# King Princess
Микаэла Маллани Страус (англ. Mikaela Mullaney Straus, род. 19 декабря 1998 года), известная под сценическим псевдонимом King Princess, — американская певица, автор песен и мультиинструменталистка из Бруклина, Нью-Йорк. Она записывается на лейбле Марка Ронсона Zelig Records, являющийся импринтом Columbia Records. В феврале 2018 года King Princess выпустила свой дебютный сингл «1950» с дебютного мини-альбома (EP) Make My Bed, вышедшего позже в том же году. Песня имела коммерческий успех, попав в чарты на многих территориях, и впоследствии была сертифицирована платиновой Ассоциацией звукозаписывающей индустрии Америки (RIAA). Ее второй сингл, «Talia», был сертифицирован золотым в Австралии Австралийской ассоциацией звукозаписывающей индустрии (ARIA). King Princess выпустили свой дебютный студийный альбом Cheap Queen в 2019 году, получив широкое признание критиков.

## Биография
Страус родилась и выросла в нью-йоркском районе Бруклин; она — ребенок инженера звукозаписи Оливера Х. Страуса-младшего и Агнес «Эгги» Маллани. Ее родители развелись, когда она была еще маленькой. По материнской линии она имеет ирландское, итальянское и польское происхождение. По отцовской линии ее прапрабабушка и прапрадедушка — Исидор Страус, конгрессмен США и совладелец сети универмагов Macy’s, и Ида Страус; она происходила из немецких еврейских семей, эмигрировавших в США из Королевства Бавария и Рейнланд-Пфальц. Супруги погибли во время крушения британского пассажирского лайнера «Титаник» в 1912 году. Однако в интервью Rolling Stone Штраус заявила, что не является наследницей и не унаследовала никакого состояния.

## Дискография

### Студийные альбомы
- Cheap Queen (2019)
- Hold On Baby (2022)
- Girl Violence (2025)

## Награды и номинации
В июне 2020 года, в честь 50-летия первого парада гордости ЛГБТ, Queerty назвал ее в числе пятидесяти героев, «ведущих нацию к равенству, принятию и достоинству для всех людей».
| Год  | Организация                                       | Награда                  | Работа      | Результат |
| ---- | ------------------------------------------------- | ------------------------ | ----------- | --------- |
| 2018 | BBC                                               | Sound of 2019            | Herself     | Second    |
| 2018 | DIY                                               | Class of 2019            | Herself     | Included  |
| 2019 | Rolling Stone Germany’s International Music Award | Beginner                 | Herself     | Ожидается |
| 2020 | GLAAD Media Award                                 | Outstanding Music Artist | Cheap Queen | Номинация |